# Quickborn
Quickborn är en stad i det tyska distriktet (Landkreis) Pinneberg i förbundslandet Schleswig-Holstein. Staden ligger cirka 20 kilometer nordväst om Hamburg och har ungefär 22 000 invånare.
Quickborn nämndes första gången i en urkund 1323. Den 6 februari 1974 fick samhället rätten att kalla sig stad. Stadens ekonomi kännetecknas av många pendlare som varje dag arbetspendlar till Hamburg. Dessutom har flera IT-företag kontor i staden.

## Vänorter
Quickborn har följande vänorter:
- Boxholm i Sverige (sedan 1974)
- Malchow i Tyskland (sedan 1990)
- Uckfield i England (sedan 1990)

## Kända Quickbornbor
- Franz Josef Degenhardt, låtskrivare och sångare.
- Thomas Doll, fotbollsspelare och tränare.
- Mike Krüger, komiker.